# 일본국 헌법 제4장
일본국 헌법 제4장 국회(일본어: 日本国憲法第4章 国会)은 일본국 헌법의 국회에 관한 부분이다. 제41조부터 제64조까지 총 24개의 조로 구성되어 있다.

## 구성
- 제41조 국회의 지위·입법권
- 제42조 양원제
- 제43조 양 의원의 조직·대표
- 제44조 의원 및 선거인의 자격
- 제45조 중의원 의원의 임기
- 제46조 참의원 의원의 임기
- 제47조 선거에 관한 사항
- 제48조 양 의원의 의원 겸직 금지
- 제49조 의원의 세비
- 제50조 의원의 불체포특권
- 제51조 의원의 발언·표결의 무책임
- 제52조 상회
- 제53조 임시회
- 제54조 중의원의 해산·특별회, 참의원의 긴급 집회
- 제55조 자격 쟁송 재판
- 제56조 정족수, 표결
- 제57조 회의의 공개, 비밀회, 회의록, 표결의 기재
- 제58조 임원의 선임, 의원 규칙·징벌
- 제59조 법률안의 의결, 중의원의 우월
- 제60조 중의원의 예산 우선 의결권, 예산 의결에 관한 중의원의 우월
- 제61조 조약의 승인에 관한 중의원의 우월
- 제62조 국회의 국정조사권
- 제63조 각료(국무대신)의 국회 출석의 권리와 의무
- 제64조 탄핵재판소

## 같이 보기
- 일본국 헌법
- 일본국 정부
- 국회
- 양원제
- 참정권